# Malva hispanica
Malva hispanica é uma espécie de planta com flor pertencente à família Malvaceae. 
A autoridade científica da espécie é L., tendo sido publicada em Species Plantarum 2: 689. 1753.
É uma planta anual de corola rosada com floração primaveril, que ocorre em pastagens, clareiras de matos, terrenos cultivados ou incultos.
Esta espécie é nativa da Península Ibérica e Noroeste de África.
Para a confirmação a identificação desta planta, é importante observar uma estrutura designada de epicálice (localizado na base do cálice): se as peças desse epicálice forem livres até à base e com uma forma linear a lanceolada, estamos perante uma espécie do género Malva sp. Neste caso, geralmente se forem duas peças livres, é uma Malva hispanica.

## Portugal
Trata-se de uma espécie presente no território português, nomeadamente em Portugal Continental.
Em termos de naturalidade é nativa da região atrás indicada.

## Protecção
Não se encontra protegida por legislação portuguesa ou da Comunidade Europeia.